# Rodolfo Vicentini
Rodolfo Vicentini (Lecco, 4 agosto 1896 – Bergamo, 19 dicembre 1974) è stato un politico italiano.

## Biografia
Nato a Lecco, si trasferì nel 1907 con la famiglia a Bergamo, dove iniziò a lavorare nel 1913 come impiegato. Partecipò alla prima guerra mondiale come aviere; rientrato in patria si laureò nel 1923 alla Università commerciale Luigi Bocconi di Milano.
Iscritto al Partito Popolare Italiano, nel 1920 fu eletto consigliere comunale di Bergamo e presidente della sezione giovanile dell'Azione Cattolica. Si rifiutò di aderire al Partito Nazionale Fascista e nel 1933 venne licenziato dal posto di lavoro. Attivo antifascista fu arrestato allo scoppio della seconda guerra mondiale e imprigionato. Al termine del conflitto venne nominato alla Consulta Nazionale e voluto da Alcide De Gasperi nel suo ultimo governo.
Eletto alla Consulta Nazionale e membro dell'Assemblea Costituente nelle file della Democrazia Cristiana, venne confermato deputato dalla I alla VI legislatura. Fu sottosegretario al tesoro nel Governo De Gasperi VIII e nel Governo Pella.
Muore all'età di 78 anni, nel dicembre 1974, da parlamentare in carica.